# Marko Car
Marko Car (Karlovac, 21 ottobre 1985) è un ex cestista croato.

## Carriera
Con la Croazia ha disputato i Giochi del Mediterraneo di Pescara 2009.

## Palmarès
- Coppa di Croazia: 1

Cedevita Zagabria: 2012